# Скрытое ношение оружия в США
Вопросы скрытого ношения огнестрельного оружия в США регулируются на уровне законодательных органов штатов, входящих в его состав.
На начало 2017 года в каждом из 50 штатов США (а также в округе Колумбия) разрешено ношение оружия в общественных местах (за исключением особо оговорённых зон — территории школ, здания суда и тому подобного). Последним штатом, отменившим данный запрет, стал Иллинойс - в 2013 году (в 2014 году это сделал и округ Колумбия). В штате Вермонт право как на скрытое, так и на открытое ношение оружия установлено на основе решения Верховного суда, без специальных законодательных актов лицензий и т. п.

## История вопроса

История регулирования скрытого ношения оружия по штатам
Нет ограничений
Обязательная выдача лицензий
Возможная выдача лицензий
Запрещено

Впервые запрет на скрытое ношение оружия был установлен в штатах Кентукки и Луизиана в 1813 году — считалось, что этот способ ношения используют лица, связанные с криминалом (при этом открытое ношение оружия допускалось). К 1859 году штаты Индиана, Теннесси, Вирджиния, Алабама и Огайо последовали их примеру. К концу XIX века аналогичные законы были приняты в Техасе, Флориде и Оклахоме. В результате к середине XX века этот запрет был введен в большинстве южных штатов США, при этом сам оборот оружия оставался легальным. На Западном и Восточном побережье скрытое ношение оружия официально не было запрещено, но получение соответствующей лицензии было сопряжено с массой сложностей. 
Ситуация начала меняться с 1987 года, когда скрытое ношение оружия было разрешено сначала во Флориде, а затем и в некоторых штатах Северо-запада США. На начало 2017 года лицензию на скрытое ношение оружия свободно выдают в 29 штатах США, а ещё в 13 она не требуется вовсе.

## Разрешительная политика
Как правило, штаты США в вопросах скрытого ношения оружия могут придерживаться одного из четырёх принципов:
- Нет ограничений (англ. Unrestricted): лицензия на скрытое ношение оружия не требуется;
- Обязательная выдача (англ. Shall-issue): лицензия нужна, но фактически номинально. Заявитель ничем не должен мотивировать свое желание;
- Возможная выдача (англ. May-issue): лицензия нужна, и она предоставляется по усмотрению местных властей;
- Запрещено (англ. No-issue): скрытое ношение оружия в общественных местах запрещено (для частных лиц), за редкими исключениями.

### Лицензия на скрытое ношение оружие
Документы, дающие право на скрытое ношение оружия, не имеют общепринятого наименования в США и в разных штатах называются по-разному:
- CHL/CHP (англ. Concealed Handgun License/Permit) — лицензия/разрешение на скрытое ручное оружие
- CCW (англ. Concealed Carry Weapons) — скрытое ношение оружия
- CDWL/CWP/CWL (англ. Concealed (Defensive/Deadly) Weapon Permit/License) — лицензия/разрешение на скрытое (оборонительное/смертоносное) оружие
- CCP/CCL (англ. Concealed Carry Permit/License) — лицензия/разрешение на скрытое ношение
- LTC/LTCF (англ. License To Carry (Firearms)) — лицензия на ношение (огнестрельного оружия)
- CCDW (англ. Carry of Concealed Deadly Weapon license) — лицензия на ношение скрытого смертоносного оружия
- CPL (англ. Concealed Pistol License) — лицензия на скрытый пистолет

Тринадцать штатов США используют единое разрешение для регулирования как скрытого, так и открытого способа ношения оружия.